# Lendvakirályfa
Lendvakirályfa (korábban Krasics, szlovénül: Krašči) falu  Szlovéniában, Muravidéken, Pomurska régióban. Közigazgatásilag  Vashidegkúthoz tartozik. Ezt a nevét a 19. század végi névmagyarosítási hullám idején kapta, és az Trianon után feledésbe merült, a helyi magyarok sem használják.

## Fekvése
Muraszombattól 16 km-re északnyugatra, a Vendvidéki-dombság (Goričko) területén  a Lendva-tó nyugati partján fekszik. A település dombos területen fekszik, házai többnyire az Királyszék-Perestó út mellett helyezkednek el, részben Vashidegkút-Szarvaslak útszakaszon. Szomszédai: Görhegy, Rétállás, Perestó, Királyszék, Dombalja, Tiborfa és Károlyfa, Ausztriában pedig Pölten. Dülői: Kraški Vrej/Kraški Vrh, Pretmar, Romov Lendvakislak felé, Črnski vrej/Črnski vrh Lendvakislak felé, Bukovje, Krčojne.
A Ledava patak közelében sovány és kemény föld van, míg a dombok oromzatán kavicsos és agyagos. Dombalja felé szántók tarkítják a vidéket, a Ledava mellett pedig vizes rétek, amelyeket tavasszal, vagy nagy esőkkor gyakran elönt a patak. A házak mellett nagyon sok gyümölcsfa nő, s néhány helyen szőlő is van ültetve. Erdejei a Črnski vrej, Krčojne és Bukovje területén vannak a nyugati, déli és északi oldalon. Különféle fajtájú fák nőnek itt, egymás mellett.

## Története
A település első írásos említése 1365-ban történt Zemerefoloua néven. 1365-ben Széchy Péter fia Miklós dalmát-horvát bán és testvére Domonkos erdélyi püspök kapták királyi adományul illetve cserében a Borsod vármegyei Éleskőért, Miskolcért és tartozékaikért Felsőlendvát és tartozékait, mint a magban szakadt Omodéfi János birtokát. A település a későbbi századokon át is birtokában maradt a családnak. Az 1366-os beiktatás alkalmával részletesebben kerületenként is felsorolják az ide tartozó birtokokat, melyek között a falu "Zomorofalua in dystrictu iuxta fluuium Linwa" alakban szerepel, amely világosan azt mutatja, hogy a felsőlendvai uradalom része volt a lendvamelléki kerületben. 1499-ben Crasych néven találhatjuk meg. 1685-ben a Széchyek fiági kihalásával Széchy Katalinnal kötött házassága révén Nádasdy Ferenc birtoka lett és később is a család birtoka maradt. A falu a 16. században evangélikus lett, volt temploma, lelkésze és tanítója is.
Vályi András szerint " KRASICZ. Elegyes falu Vas Várm. földes Ura G. Nádasdi Uraság, lakosai katolikusok, fekszik Szent Györgynek szomszédságában, mellynek filiája; határja síkos, szőleje van, réttyei jó szénát teremnek, fája mind a’ két féle, legelője elég, tuhározással is pénzt kereshetnek."
Fényes Elek szerint " Krasics, vindus falu, Vas vmegyében, a f. lendvai uradalomban, 388 kath. lak."
Vas vármegye monográfiája szerint " Királyfa, vend falu, melynek 72 háza és 408 r. kath. vallású lakosa van. Postája Vas-Hidegkút, távírója Muraszombat. Határában fogják elvezetni a tervezett gyanafalva-muraszombati vasutat."
1910-ben 420, túlnyomórészt szlovén lakosa volt. A trianoni békeszerződésig Vas vármegye Muraszombati járásához tartozott. 1919-ben átmenetileg a de facto Mura Köztársaság része lett. Még ebben az évben a Szerb–Horvát–Szlovén Királysághoz csatolták, ami 1929-től Jugoszlávia nevet vette fel. 1941-ben átmeneti időre ismét Magyarországhoz tartozott, 1945 után visszakerült jugoszláv fennhatóság alá. 1942 és 1949 között iskolája is volt. 1991 óta a független Szlovénia része. Lakosságának száma egyre csökken. 2002-ben 276 lakosa volt.

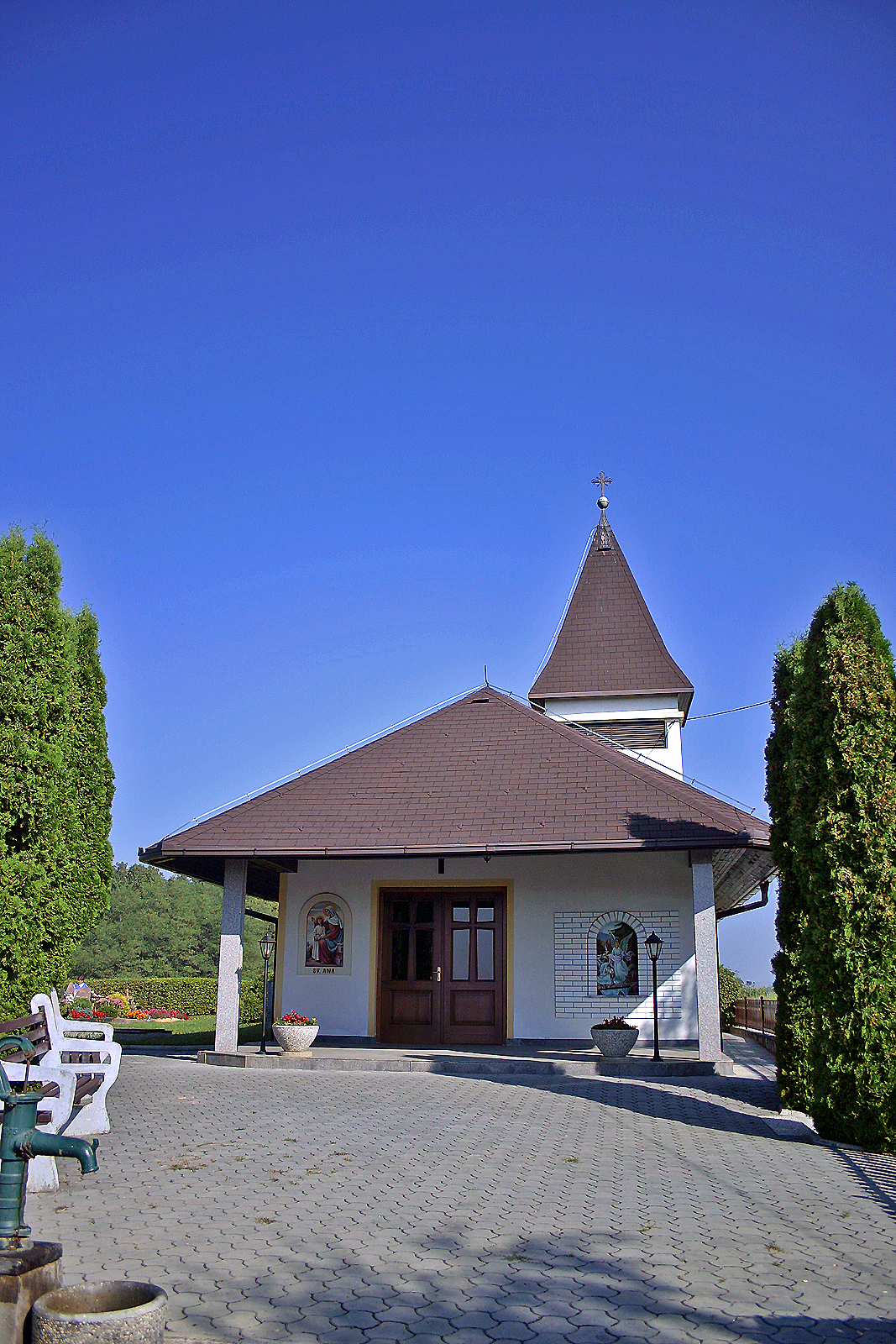
A Szent Anna-kápolna

## Nevezetességei
- Határában ismeretlen korú és eredetű halomsírok találhatók.
- Szent Anna-kápolna.
- Régi paraszti eszközök gyűjteménye.

## Híres személyek
- Itt élt Szmodis József evangélikus lelkész, aki a 17. században a vend nyelvű krasiczi énekeskönyv-et írta